# Noble Willingham
Noble Willingham (Mineola (Texas), 31 augustus 1931 - Palm Springs (Californië), 17 januari 2004) was een Amerikaans acteur.

## Biografie
Noble Willingham speelde in meer dan 30 bioscoopfilms, waaronder Chinatown (1974), Good Morning, Vietnam (1987), City Slickers (1991), The Last Boy Scout (1991), The Distinguished Gentleman (1992), City Slickers II (1994), Ace Ventura: Pet Detective (1994) en Up Close and Personal (1996).
Nadat hij was afgestudeerd aan de North Texas State University in 1953, kreeg hij een master's degree in educational psychology van Baylor University. Willingham doceerde staatkunde en economie aan de Houston Texas high school voordat hij zijn droom verwezenlijkte en acteur werd.
Hij deed auditie voor een rol in The Last Picture Show (1971), die in Texas werd gefilmd. Hij kreeg de rol en die gaf hem de volgende in Paper Moon (1973).
Op televisie kreeg Willingham een terugkerende rol in de serie Home Improvement en verscheen hij als gastrol in de series Murder, She Wrote en Northern Exposure, allebei op CBS, en Quantum Leap.
Willingham had drie kinderen, Stori Willingham, Meghan McGlohen en John Ross McGlohen. Hij had één kleinzoon, Noble Willingham III. In 2004 stierf hij op natuurlijke wijze in Palm Springs, Californië op de leeftijd van 72 jaar.
Hij was het bekendst van zijn rol als C.D. Parker in de televisieserie Walker, Texas Ranger van 1993 tot 1999. Hij verliet de serie om congreslid te worden. Hij was de Republikeinse uitdager in het Eerste Congresdistrict van Texas, maar verloor de verkiezing van Max Sandlin.